# Маєр Іунія Григорівна
Іунія (Юнія) Григорівна Маєр — радянський український художник кіно, художник по костюмах.

## Життєпис
Народилася 7 липня 1895 р. в с. Червоному Житомирської області в родині механіка цукрового заводу. Закінчила Уманську гімназію (1914) та художню школу народного мистецтва з кераміки (1923). Потім вчилась на живописному факультеті Київського художнього інституту (1923–1928), викладала малювання в школах. 
В 1934 р. перейшла на Київську студію художніх фільмів.
Автор ескізів костюмів до багатьох театральних вистав, надгробку і меморіальної дошки Д. Демуцькому.
Була членом Спілки кінематографістів України.
Померла 30 квітня 1967 р. в Києві.

## Фільмографія
Художник-постановник у фільмах:
- «Українські пісні на екрані» (1935)
- «Прометей» (1936, у співавт.)
- «Наталка Полтавка» (1936, у співавт.)
- «Запорожець за Дунаєм» (1937, у співавт.)
- «Стожари» (1939, к/м)
- «Пісня про Довбуша» (не був завершений)
- «Київ» (1948, документальний)

Художник по костюмах до фільмів:
- «Богдан Хмельницький» (1941)
- «Подвиг розвідника» (1947, у співавт.)
- «Тарас Шевченко» (1951)
- «Максимко» (1952)
- «Запорожець за Дунаєм» (1953)
- «Лимерівна» (1955)
- «Вогнище безсмертя» (1956)
- «Кінець Чирви-Козиря» (1958)
- «Свіччине весілля» (1962, фільм-спектакль)